# Volta à Andaluzia de 1925
A 1.ª edição da Volta à Andaluzia disputou-se entre a 28 de outubro e a 1 de novembro de 1925 com um percurso de 735,00 km dividido em 5 etapas, com início e final em Sevilha.
O vencedor, o espanhol Ricardo Montero, cobriu a prova a uma velocidade média de 25,060 km/h impondo-se por tão só 2 segundos ao segundo classificado Victorino Otero.
Participaram 35 corredores, todos eles espanhóis, dos que só conseguiram finalizar a prova 24 ciclistas entre os que destacou Telmo García que conseguiu 3 vitórias de etapa.

## Etapas
| Etapa | Data          | Percorrido         | Km    | Ganhador da etapa |
| 1.ª   | 28 de outubro | Sevilla - Córdoba  | 131,0 | Ricardo Montero   |
| 2.ª   | 29 de outubro | Córdoba - Córdoba  | 183   | Victorino Otero   |
| 3.ª   | 30 de outubro | Málaga - Algeciras | 140,0 | Telmo García      |
| 4.ª   | 31 de outubro | Algeciras - Cadiz  | 125   | Telmo García      |
| 5.ª   | 1 de novembro | Cadiz - Sevilla    | 156,0 | Telmo García      |

## Classificação final
|    | Ciclista             | Equipa | Tempo        |
| -- | -------------------- | ------ | ------------ |
| 1  | Ricardo Montero      |        | 29h 32' 34"  |
| 2  | Victorino Otero      |        | + 2"         |
| 3  | Telmo García         |        | + 15' 20"    |
| 4  | Domingo Gutiérrez    |        | + 19' 24"    |
| 5  | Segundo Barruetabeña |        | + 27' 28"    |
| 6  | José Luis Miner      |        | + 35' 23"    |
| 7  | Silvestre Ginard     |        | + 58' 27"    |
| 8  | Manuel López         |        | + 1h 10' 16" |
| 9  | Demetrio del Val     |        | + 1h 15' 22" |
| 10 | Lucas Jauregui       |        | + 1h 19' 19" |